# Rechtspflege

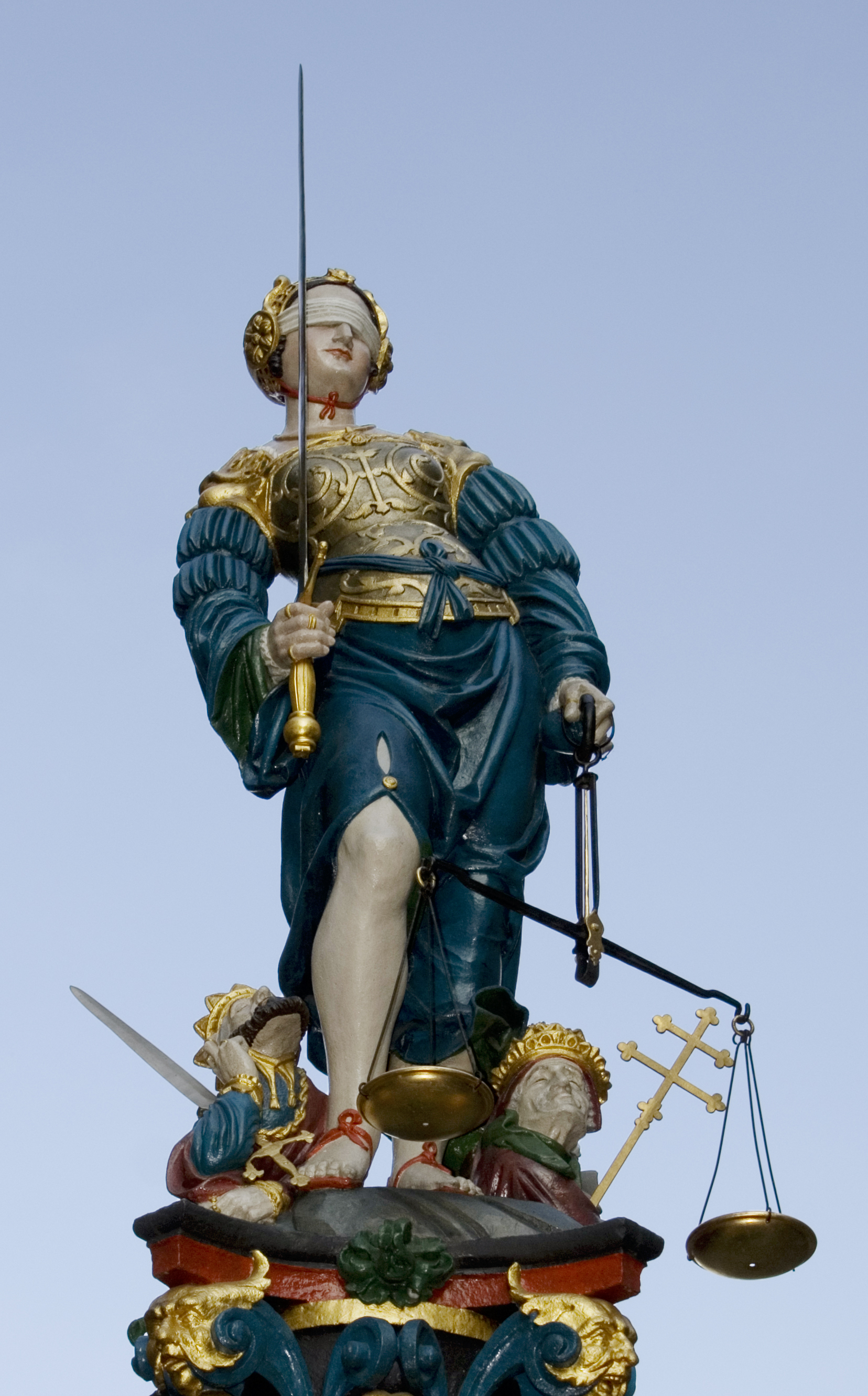
Justitia auf dem Gerechtigkeitsbrunnen in Bern

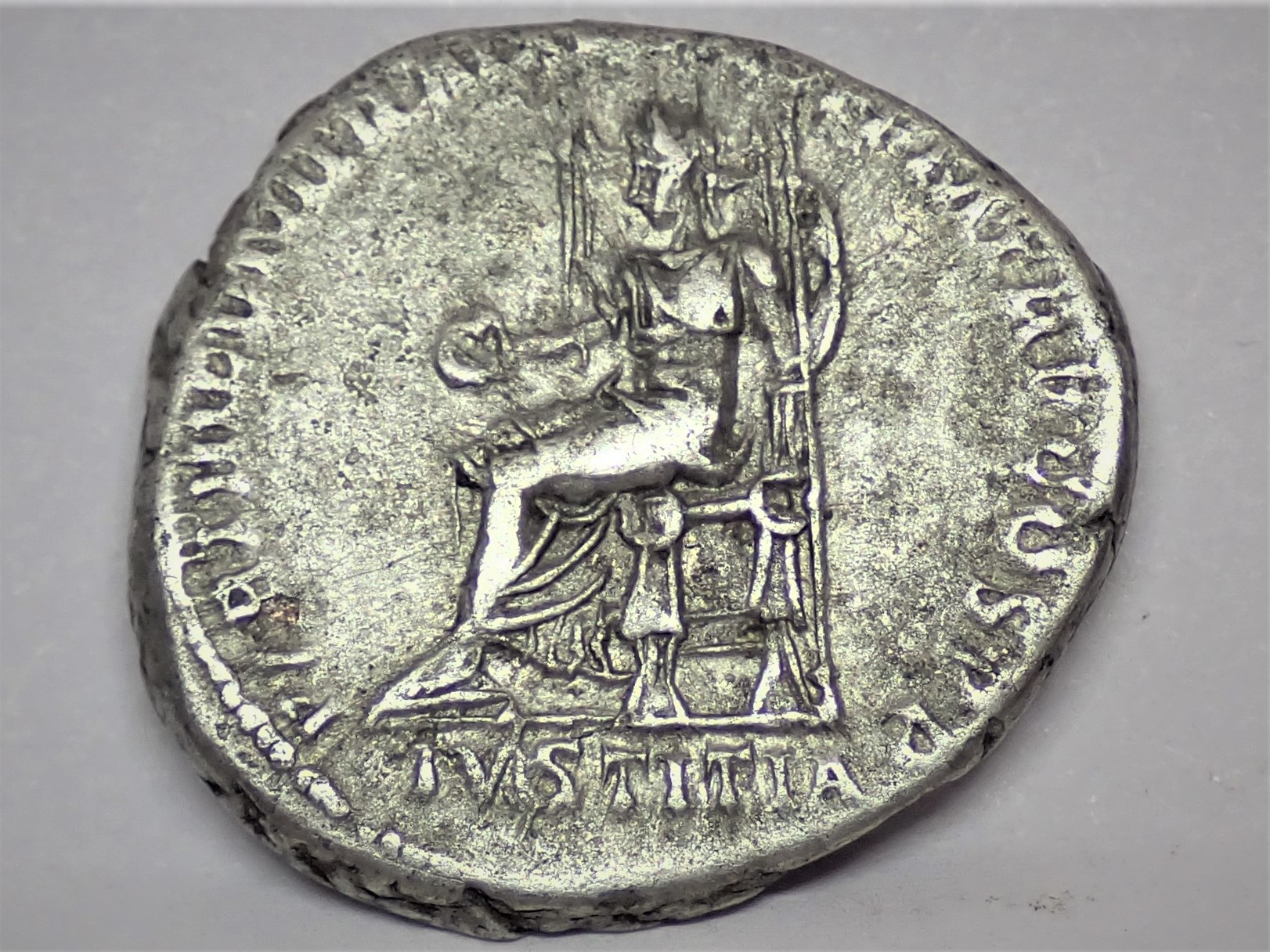
Personifizierte IVSTITIA auf Denar des römischen Kaisers Hadrian

Rechtspflege im materiellen Sinn ist die Anwendung des Rechts auf den Einzelfall durch den Staat bzw. durch seine Organe (Behörden).
Rechtspflege im formellen Sinn ist der Sammelbegriff für sämtliche von den Gerichten und von weiteren Organen der Rechtspflege wahrgenommenen Aufgaben und Angelegenheiten.
Rechtspflege ist im weiteren Sinne Sorge für einen geordneten Ablauf der Rechtsbeziehungen zwischen den Menschen.
Als Oberbegriff für die „Gesamtheit des organisierten Rechts“ ist auch der Begriff Rechtswesen gebräuchlich. Das Rechtswesen umfasst neben der Rechtspflege auch die Rechtsetzung.
Der Begriff der Justiz bzw. des Justizwesens wird teils synonym mit dem der Rechtspflege bzw. des Rechtswesens gebraucht. Der Begriff Justiz geht auf den oströmischen Kaiser Justinian I. zurück, der die Neukodifikation des römischen Rechts als Corpus iuris civilis durchführen ließ. Auf diese Weise blieb das römische Recht für die europäische Rechtswissenschaft erhalten. Schon Jahrhunderte vor Justinians Kodifizierung des überlieferten römischen Rechts, war die personifizierte Justitia ein gelegentliches Motiv auf römischen Münzrückseiten, so zum Beispiel des Kaisers Hadrian, der sich besonders um die Rechtspflege kümmerte. Im staatsrechtlichen Sinn ist Justiz ein Synonym für Judikative. In einem engeren Sinn umfasst der Justiz-Begriff die ordentliche Gerichtsbarkeit, die Staatsanwaltschaft, die Justizverwaltung, die Strafvollstreckungskammer und das Notariat.

## Institutionen
Organe der Rechtspflege:
- die gesamte Judikative, also die Gerichte aller Gerichtsbarkeiten,
- die Rechtsanwälte, im Bereich des Steuerrechts auch Wirtschaftsprüfer und Steuerberater, sowie Patentanwälte und Rentenberater
- Teile der Exekutive
  - Staatsanwaltschaft,
  - Gerichtsvollzieher,
  - Urkundsbeamten der Geschäftsstelle,
  - Schiedsmänner/-frauen oder Friedensrichter in Bundesländern mit Schiedsämtern,
  - Justizverwaltung durch die Justizministerien,
  - Gemeindeverwaltungen im Bereich des Ordnungsrechts

Darüber hinaus werden die staatlich bestellten (und freiberuflich) tätigen Notare der Rechtspflege zugerechnet. In Deutschland werden die Rechtsanwälte, Patentanwälte und Rentenberater berufsrechtlich ausdrücklich als „Organe der Rechtspflege“ bezeichnet (§ 1 BRAO). Diese „Organformel“ wurde erstmals vom Reichsgericht als Ehrengerichtshof für Rechtsanwälte in einer Entscheidung vom 25. Mai 1883 gebraucht. Inhaltlich bedeutet dies, dass der Rechtsanwalt nicht nur seinem Mandanten verpflichtet ist, sondern auch der Rechtsordnung. Ebenso sind Steuerberater ein unabhängiges Organ der Steuerrechtspflege, was insbesondere in § 32 Abs. 2 StBerG und § 1 Abs. 1 BOStB ausdrücklich benannt wird. In Österreich werden Rechtsanwälte dagegen nicht als Organe der Rechtspflege angesehen. Sie üben einen freien Beruf aus, in dessen Rahmen sie Klienten sowohl rechtlich beraten als auch vor Gerichten (und anderen Behörden) vertreten.
Im Bereich der Verfolgung von Ordnungswidrigkeiten liegt die Zuständigkeit für die Ahndung bei den örtlich zuständigen Gemeinden (§ 35 OWiG). Diese haben dabei weitgehend die gleichen Rechte und Pflichten wie die Staatsanwaltschaften bei der Verfolgung von Straftaten (§ 46 OWiG).
Welches Gericht tätig wird, bestimmt sich nach der sachlichen Zuständigkeit und richtet sich nach der rechtlichen Bedeutung des Verfahrens (z. B. nach der zu erwartenden Strafe, dem Verfahrens-/Streitwert, Sonderzuständigkeiten oder einer grundsätzlichen Bedeutung des Rechtsgebiets in der Rechtsmittelinstanz). Welcher Spruchkörper (Einzelrichter, Schöffengericht, Kammer, Senat) funktionell zuständig ist, bestimmt sich nach dem anwendbaren Verfahrensgesetz (zum Beispiel Gerichtsverfassungsgesetz (GVG), Zivilprozessordnung (ZPO)), sowie insbesondere dem Rechtspflegergesetz und den Zuständigkeitsübertragungsverordnungen der Länder. Innerhalb der Gerichte bemisst sich die funktionelle Zuständigkeit letztendlich nach dem Geschäftsverteilungsplan, der von den Gerichten und Staatsanwaltschaften in eigener Verantwortung erstellt wird. Der Ablauf einer Gerichtsverhandlung und der sonstige Verfahrensablauf sind in verschiedenen Rechtsnormen, dem formellen Recht normiert (z. B. Strafprozessordnung/StPO, Zivilprozessordnung/ZPO, Grundbuchordnung/GBO). Keine Gerichte im Sinne des Gerichtsverfassungsgesetzes sind die sogenannten Seeamtsverhandlungen („Seegerichte“); sie sind behördliche Sachverständigenverfahren der Seeämter.

## Funktionen
In der Hauptsache besteht Rechtspflege in der Tätigkeit der Gerichte aller Gerichtszweige, die dem Schutz und der Durchsetzung von Rechten und der Abwehr und Ahndung von Unrecht dient. Neben der streitentscheidenden Tätigkeit der Gerichte, der Strafrechtspflege und der Vollstreckung von Entscheidungen sind zur Rechtspflege auch Tätigkeiten zu rechnen, die zur freiwilligen Gerichtsbarkeit gehören und der Rechtsvorsorge dienen (Beispiel: Betreuungsrecht).
Vorsorgende Rechtspflege ist auch die Tätigkeit der Notare, zu deren Aufgaben die Beurkundung von Rechtsvorgängen und die sonstige Betreuung der Beteiligten, insbesondere durch Anfertigung von Urkundenentwürfen und Beratung, teilweise auch durch Vertretung vor Gericht, gehört (§ 1, § 24 Abs. 1 BNotO).
Die Rechtsanwälte wirken als Organe der Rechtspflege als unabhängige Berater und Vertreter ihrer Mandanten in allen Rechtsangelegenheiten (§ 1, § 3 Abs. 1 BRAO). Sie wirken außergerichtlich beratend, vertragsgestaltend und konfliktvermeidend und vertreten vor Gericht (z. B. in Grunduch- oder Registersachen).
Die Steuerberater haben als unabhängiges Organ der Steuerrechtspflege die Aufgaben, insbesondere in der Beratung und Vertretung der Mandanten in allen steuerrechtlichen Angelegenheiten, der Erstellung von Steuererklärungen sowie der Vertretung der Mandanten bei Einspruchsverfahren vor den Finanzbehörden (einschließlich Zollbehörden) und bei Klageverfahren vor den Finanzgerichten (einschließlich Bundesfinanzhof). Das Berufsbild ist ausgerichtet auf den Vorrang der persönlichen berufsspezifischen Leistung vor den wirtschaftlichen Aspekten der Tätigkeit. Es ist geprägt durch die unabhängige und unparteiliche Erfüllung der den steuerberatenden Berufen übertragenen Aufgabe, eine umfassende Hilfeleistung in Steuersachen zu gewährleisten. Die Steuerberatung ist ein Teil der Rechtsberatung, die damit verbundenen Berufsaufgaben dienen der Steuerrechtspflege, einem wichtigen Gemeinschaftsgut.

## Belege
1. ↑  Rechtswesen. In: Duden Online-Wörterbuch. Bibliographisches Institut GmbH – Dudenverlag.
2. ↑  Carl Creifelds: Rechtswörterbuch, 18. Auflage 2004.
3. ↑  Gerhard Wolf: Ein neuer Historikerstreit? – Zur Entstehung der „Organformel“ (Seite nicht mehr abrufbar, festgestellt im Mai 2019. Suche in Webarchiven), in: JuS 1991, S. 976.
4. ↑  Bundessteuerberaterkammer: Steuerberater.
5. ↑  BVerfG, Beschluss vom 4. Juli 1989, Az. 1 BvR 1460/85, 1 BvR 1239/87, BVerfGE 80, 269.
6. ↑  BGH, Urteil vom 12. Mai 2011, Az. III ZR 107/10, Volltext, Rn. 13.
7. ↑  Peter G. Mayr: onlineLehrbuch Zivilrecht – „Personen der Rechtspflege“.
8. ↑  BGH, Urteil vom 4. März 1996, Az. StbSt (R) 4/95, Volltext.
9. ↑  BVerfG, Beschluss vom 18. Juni 1980, Az. 1 BvR 697/77, Volltext.